# Othonna alba
Othonna alba là một loài thực vật có hoa trong họ Cúc. Loài này được Compton mô tả khoa học đầu tiên.